# Södra Vi
Södra Vi – miejscowość (tätort) w Szwecji, w regionie administracyjnym (län) Kalmar, w gminie Vimmerby.
Według danych Szwedzkiego Urzędu Statystycznego liczba ludności wyniosła: 1134 (31 grudnia 2015), 1178 (31 grudnia 2018) i 1150 (31 grudnia 2019).